# Rho3 Arietis
Rho3 Arietis este o stea din constelația Berbecul.
1. ↑  Magnetic Field and Rotation in Lower Main-Sequence Stars: An Empirical Time-Dependent Magnetic Bode's Relation?
2. ↑  Gaia Data Release 2